# Beleg van Franeker
Het Beleg van Franeker vond plaats van 12 mei tot 16 juli 1500. Het was een strijd tussen de bewoners van het Friese platteland en de burgers van de stad Franeker onder leiding van hertog Hendrik van Saksen.

## Geschiedenis
In 1500 was er grote onvrede in Friesland over de hoge pachten en belastingen opgelegd door hertog Albrecht de Kloekmoedige, heerser van Friesland. Hendrik van Saksen, zoon van Albrecht, zetelde zich in Franeker en die stuurde zijn bondgenoot Hessel van Martena erop uit om namens zijn vader de belastingen bij de mensen op te halen. De inning. Wie niet wilde betalen moest vrezen voor zijn leven. Opstandelingen liepen de kans om "in it aansien van sijnen moeder en broeders onthalst te worden".
Vier vooraanstaande Friese edelen, Sjoerd Aylva, Tjerk Walta, Douwe Hiddema en Dooitzen Bonga verenigden zich om zich van deze overheersing te verlossen. Ze brachten een leger van 16.000 Friezen op de been. Op 12 mei 1500 begonnen zij de stad Franeker te belegeren. Zonder hun medeweten mocht niemand mocht de stad in of uit. Verdachte personen moesten bewijzen dat ze geen Saksische soldaten waren door het nazeggen van de volgende zin: "Fjouwer lotter kleare ljipaaien op in finneherne yn ien nêst". Konden ze dat niet of niet goed genoeg uitspreken dan wierden se terstont int water gedrenckt na de ghewoonte van die tijden.
De Friezen waren echter slecht getraind en georganiseerd. Vele interne conflicten en schermutselingen fnuikten een effectieve belegering. Albrecht verzamelde in alle haast een talrijk en sterk leger van professionele huurlingen, en keerde vanuit Saksen terug naar Friesland. De vrije Friezen werden wreed verslagen en de stad werd op 16 juli 1500 ontzet.
Tijdens de terugtocht lieten de troepen van Albrecht een spoor van vernielingen achter. Na de plundering van het reguliersklooster in Anjum werden op 17 juli in Minnertsga priesters vermoord, omdat zij hun gewijde kostbaarheden niet wilden afgeven aan de soldaten van Albrecht. Berlikum moest het ook ontgelden, waar Saksische soldaten op dezelfde dag het Heilige Sacrament vertrapten. De stad Franeker en haar inwoners werden geprezen en bevoorrecht voor hun dapperheid ten tijde van het beleg en de bescherming die Hendrik van hen had genoten.
Na de dood van Albrecht in september 1500 volgde Hendrik zijn vader op als heerser van Friesland. Op 26 maart 1501 schonk hij de stad Franeker een aanzienlijk (200 morgen) stuk buitendijks kwelderland. Gelegen in de gemeente Het Bildt zijn deze landen tot op de dag van vandaag eigendom van de stad Franeker. Deze landen dragen de naam Franeker landen.
In 1504 droeg Hendrik Friesland over aan zijn broer George, die daarop Het Bildt van bedijking voorzag.

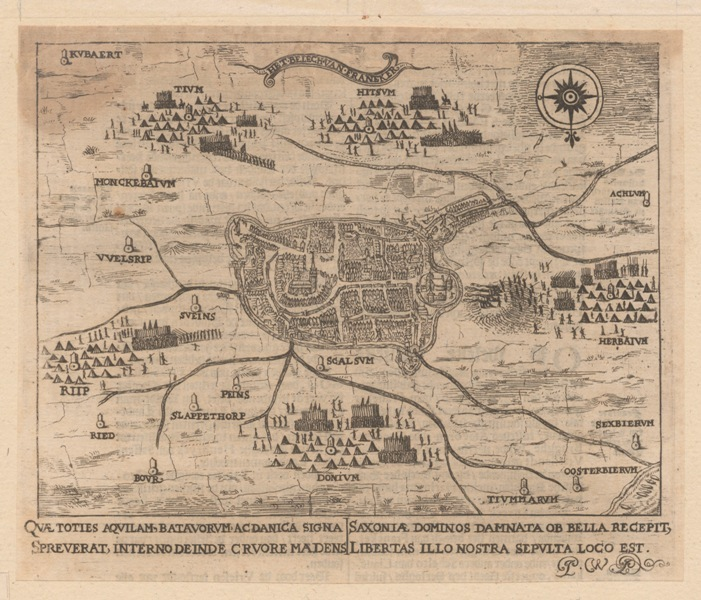
Plattegrond van het beleg in 1500